# Dorymyrmex amazonicus
Dorymyrmex amazonicus este o specie neotropicală de furnică din subfamilia Dolichoderinae.
Specia este cunoscută numai din localitatea tip din Columbia. Seria tip a fost colectată în vecinătatea unei păduri amazoniene relicte, în afara localității Leticia, Columbia. Toate exemplarele au fost colectate în habitate deschise despădurite, probabil că acesta este un indiciu al preferinței acestei specii de a cuibări în medii foarte antropice sau perturbate.

Reginele și masculii sunt necunoscuți.